# Böhme (Adelsgeschlecht)

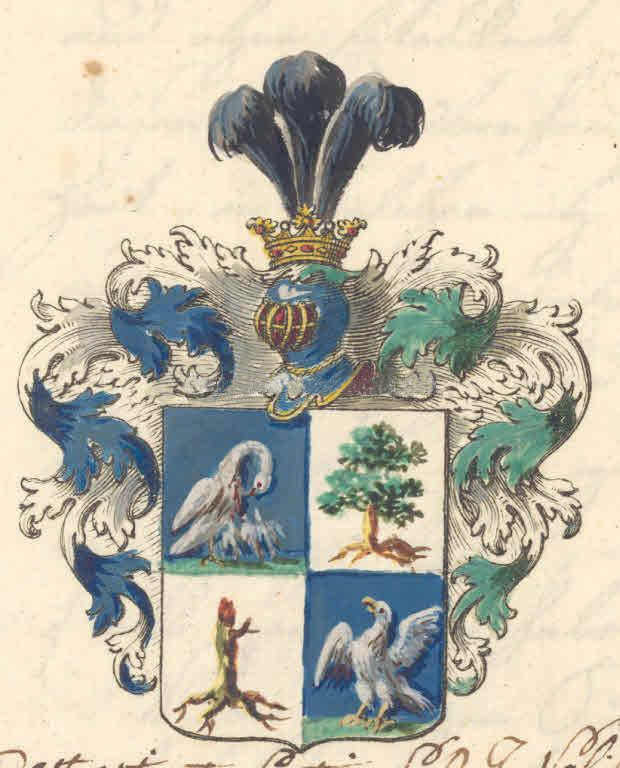
Wappen derer von Böhme (1789)

Böhme ist der Name eines sächsischen Adelsgeschlechts. Carl Friedrich Böhme erreichte als kurfürstlich-sächsischer erster Bereiter am 20. Mai 1789 durch Kaiser Joseph II. die Erhebung in den Reichsadelsstand mit Verleihung eines Wappens.

## Wappen
Geviertet von Blau und Silber; 1 ein silberner Pelikan mit seinen Jungen, 2 ein ausgerissener grüner Baum, 3 ein ausgerissener dürrer Stamm, 4. ein auffligender silberner Adler auf grünem Dreiberg. Auf dem Helm drei Federn.

## Persönlichkeiten
- Albert von Böhme (1804–1886), deutscher Opernsänger und Gesangspädagoge